# Homalopoma clippertonense
Homalopoma clippertonense is een slakkensoort uit de familie van de Colloniidae. De wetenschappelijke naam van de soort is voor het eerst geldig gepubliceerd in 1953 door Hertlein & Emerson.